# Símbolos paralímpicos
Os símbolos paralímpicos são os ícones, bandeiras e símbolos usados pelo Comitê Paralímpico Internacional a fim de promover os Jogos Paralímpicos.

## Lema
O atual lema dos Jogos Paralímpicos é Spirit in Motion  (em port: Espírito em Movimento). Ele foi adotado durante os Jogos Paralímpicos de Verão de 2004, e desde então o seu vem sido usado. O lema anterior, criado em 1994, era Mind, Body, Spirit (em port: Mente, Corpo, Espírito).

## Símbolo

### Atual

O símbolo consiste de três agitos, das cores vermelha, azul e verde, estas cores fazem parte da maioria das bandeiras de países no mundo

O terceiro logotipo paralímpico (2004-2019)

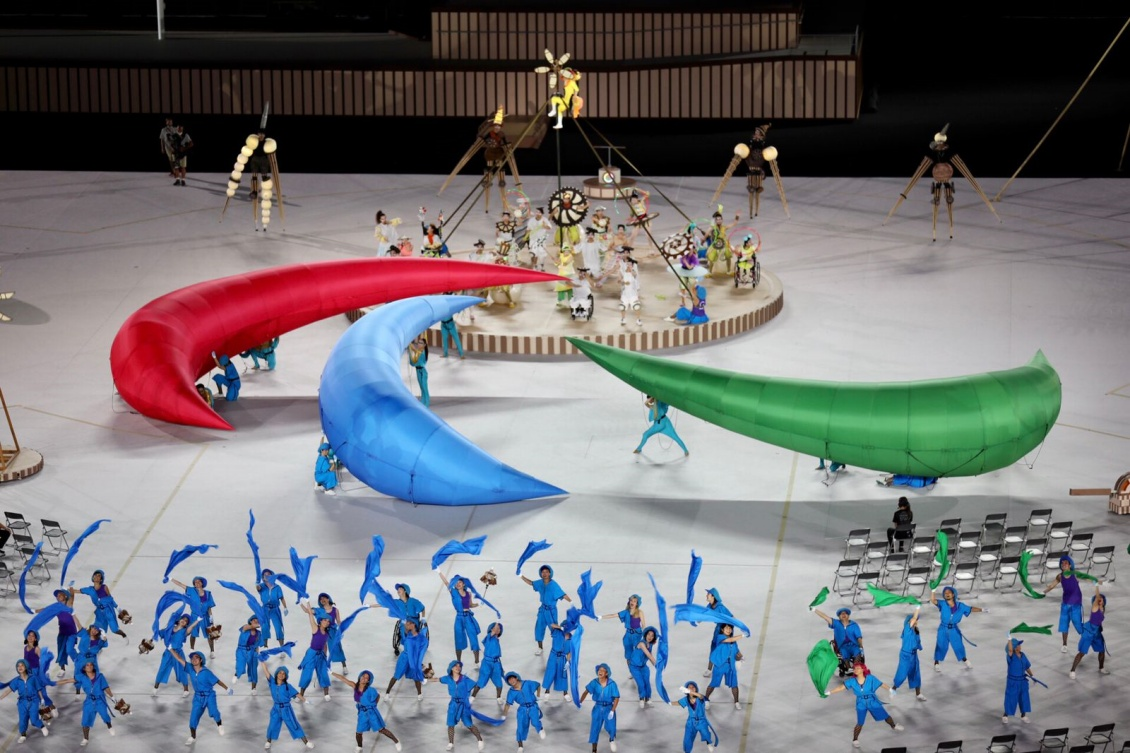
Símbolo paralímpico, sendo representado na abertura dos jogos de 2020.

O símbolo dos Jogos Paralímpicos é composto por três "agitos", das cores vermelha, azul e verde apontando para um único ponto, em um campo branco. O agito ("Eu me movo" em latim) é um símbolo que expressa o movimento em linhas assimétricas. O símbolo paralímpico foi criado pela agência Scholz & Friends e aprovado em abril de 2003.
As cores dos agitos com o fundo branco, são para enfatizar "o papel que o Comitê Paralímpico Internacional (IPC) exerce em juntar os atletas de todos os cantos do mundo para competir". A forma também simboliza a visão paralímpica "para habilitar atletas paralímpicos para alcançar a excelência esportiva e para inspirar e excitar o mundo".
Este símbolo paralímpico foi usado pela primeira vez em publicações e em produtos licenciados em 2003. Devido ao tempo limitado antes dos Jogos Paralímpicos de Verão de 2004 em Atenas, o novo símbolo não foi usado pelas delegações participantes durante os Jogos. No entanto, na cerimônia de encerramento de 2004, a bandeira que foi entregue a Pequim já tinha o novo símbolo. O símbolo foi usado como o emblema paralímpico oficial durante os Jogos Paralímpicos de Inverno de 2006, em Turim, na Itália.

### Anteriores

O primeiro simbolo paralímpico (1988–1994) usou cinco pa

O primeiro logo criado especificamente para os Jogos foi o que foi usado nos Jogos Paralímpicos de Verão de 1988 em Seul e foi baseado em um componente decorativo coreano chamado de pa {Hangul: 파; Hanja: 巴}. Dois pa compõem o taegeuk, que é o símbolo central da bandeira da Coreia do Sul. Os pas estavam posicionados como os anéis olímpicos, mas não estavam interligados e a sequência das cores era a mesma dos anéis: azul, preto, vermelho, verde e amarelo. O sucesso desse logotipo foi imediato e posteriormente foi adotado como o símbolo do Comitê Internacional de Coordenação das Federações Mundiais de Esportes para os Deficientes.
Dois anos mais tarde, em 6 de outubro de 1990, o Comitê Internacional de Coordenação das Federações Mundiais de Esportes para os Deficientes (ICC) foi informado pelo Comitê Olímpico Internacional (COI) que a instituição teria que alterar o símbolo dos cinco-pa — sob o argumento de que o símbolo era parecido com os anéis olímpicos e que isso poderia causar certa confusão perante o público mundial.  Um novo símbolo foi adotado quando o Comitê Paralímpico Internacional (IPC) foi criado em 1991, este símbolo continha 6 pas posicionados em uma forma de circulo. Em novembro de 1991, os membros do IPC rejeitaram a mudança de logotipo e mantiveram os 5 pa como logotipo. Mas, o Comitê Olímpico Internacional declarou que com a manutenção desse logotipo, as recentes tentativas de aproximação e colaboração não seriam mantidas.

O segundo logotipo paralímpico (1994–2004) usava os três pa

Alguns dias antes dos Jogos Paralímpicos de Inverno de 1992, em Albertville, na França, o IPC divulgou uma nova versão de seu símbolo contendo três pa. Essa versão não seria usada até o encerramento dos Jogos Paralímpicos de Inverno de 1994 em Lillehammer, Noruega. Já que Lillehammer havia começado o seu programa de marketing e licenciamento usando a versão dos  cinco pa, enquanto que Albertville e Barcelona, que sediaram os Jogos Paralímpicos de Verão de 1992, não usaram qualquer um dos símbolos. A versão dos três pa começou a ser usada nos Jogos Paralímpicos de Verão de 1996 em Atlanta, nos Estados Unidos e foi usada até 27 de setembro de 2004, quando foi o encerramento dos Jogos Paralímpicos de Verão do mesmo ano, em Atenas.

## Emblemas dos Jogos Paralímpicos
Cada edição dos Jogos Paralímpicos tem o seu próprio emblema. A cidade-sede normalmente incorpora elementos de sua cultura ou geográficos para elaborar o seu logotipo. Recentemente,as cidades-sede passaram a padronizar o programa visual tanto para os Jogos Olímpicos quanto para os Jogos Paralímpicos. Mas, respeitando as características gerais de cada um. O design incorpora um símbolo que engloba o nome da cidade, o nome do evento e algumas características únicas para o mesmo.
É de responsabilidade do Comitê Paralímpico Internacional (IPC) aprovar os logotipos e a linguagem visual de cada edição dos Jogos Paralímpicos, eles são usados em materiais institucionais e promocionais, juntamente com os patrocinadores, e também nos uniformes de cada delegação. Todos os logotipos são propriedade intelectual do IPC.

## Bandeira

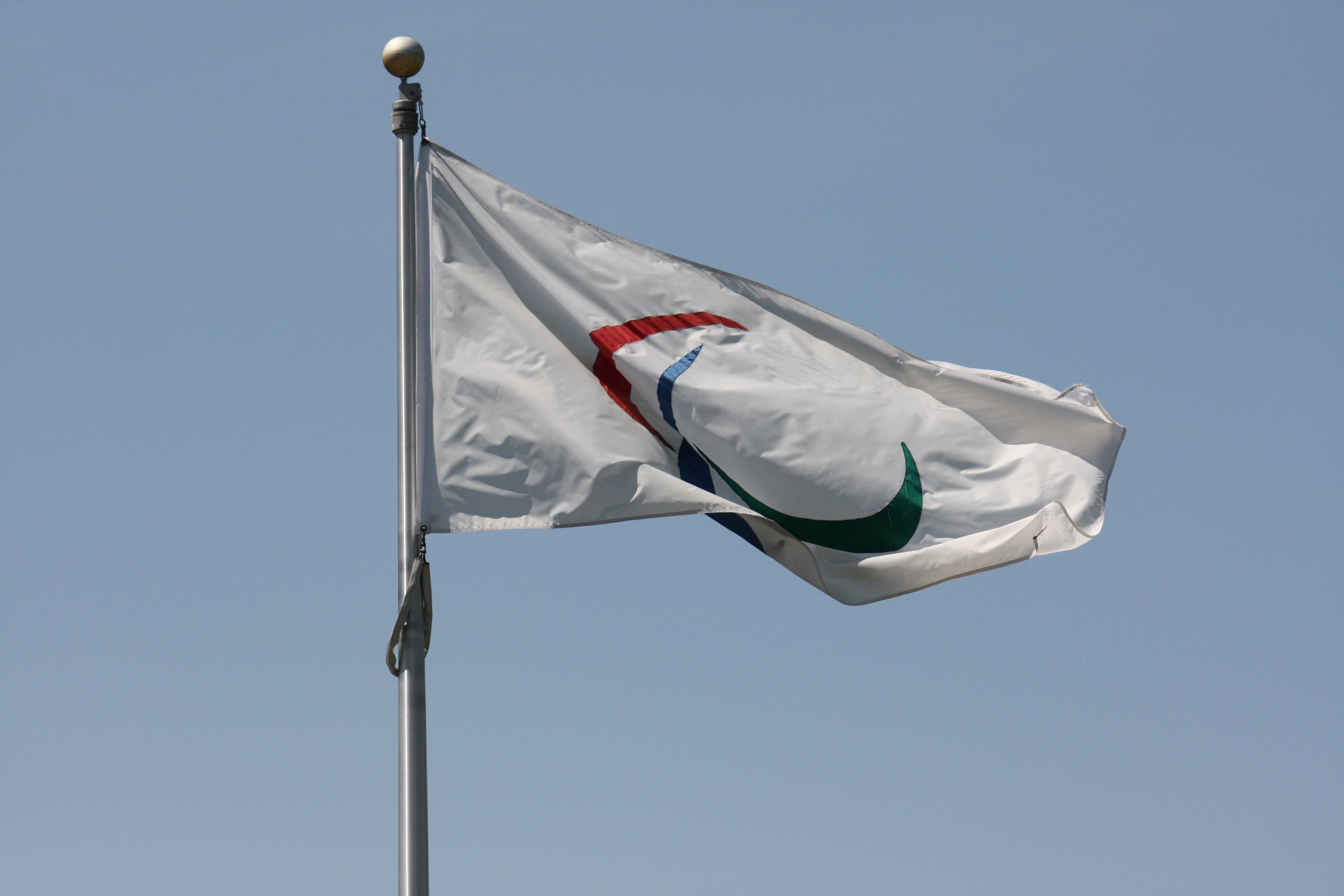
A bandeira paralímpica,hasteada na frente da prefeitura de Vancouver,nos dias prévios aos Jogos de Inverno de 2010

A bandeira Paralímpica tem um fundo branco com o símbolo paralímpico no centro.
A atual versão da bandeira paralímpica foi hasteada pela primeira vez na cerimônia de abertura dos Jogos Paralímpicos de Inverno de 2010 em Vancouver, no Canadá.

## A Chama e o revezamento da Tocha Paralímpica

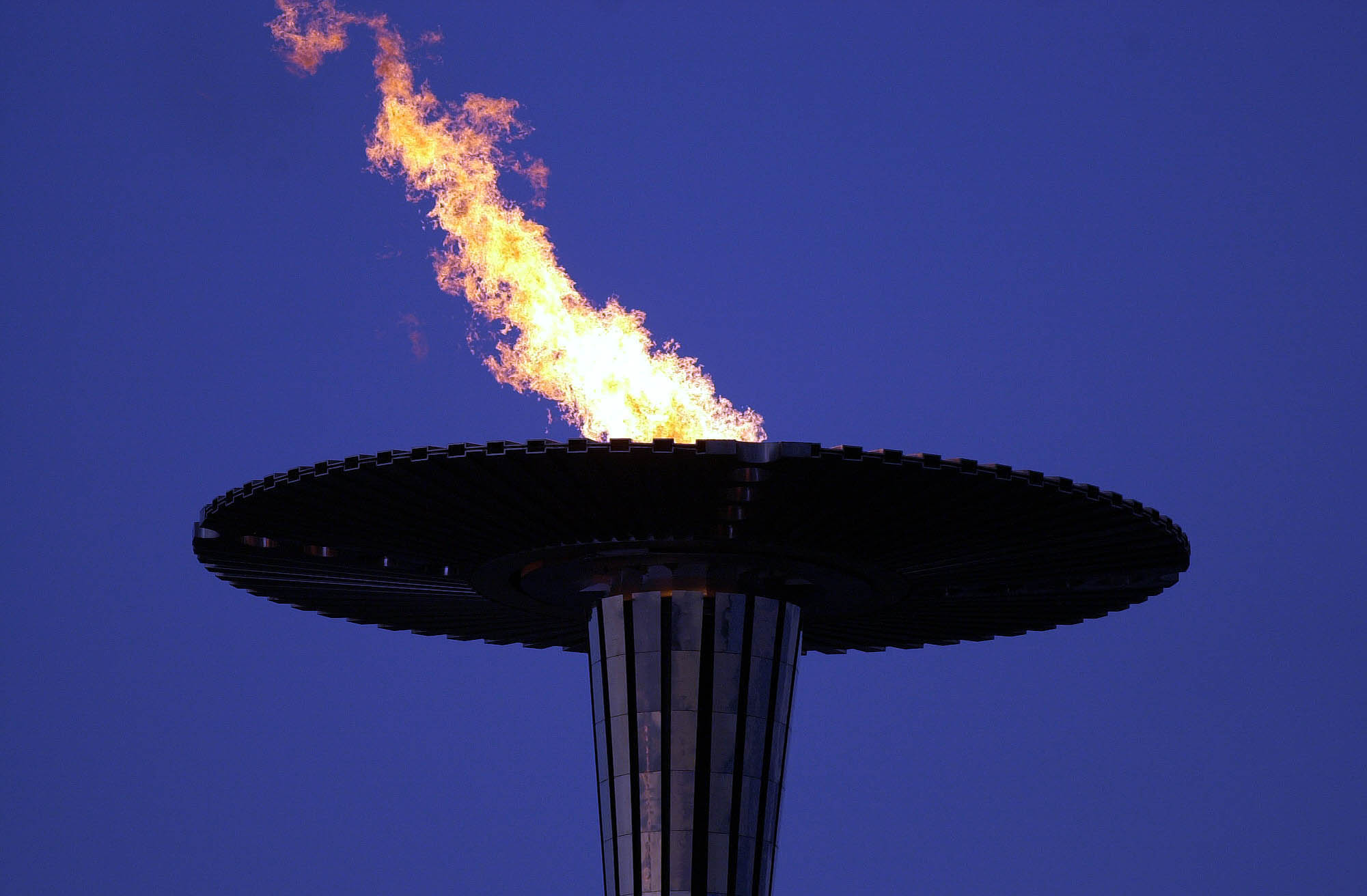
Visão da Tocha Paralímpica durante os Jogos Paralímpicos de Verão de 2000

O revezamento da Tocha Paralímpica é um festival onde todos podem desfrutar sem discriminação entre pessoas com deficiência e não deficientes. O revezamento da tocha paralímpica foi iniciado nos Jogos Paralímpicos de Seul em 1988 como uma forma de comemoração de que após 24 anos a mesma cidade estava sediando os Jogos Olímpicos e os Paralímpicos. O revezamento da tocha paralímpica demonstra os valores de entrega e união e companheirismo e assim se tornou-se um importante evento para transmitir a cultura distintiva do país anfitrião e unir todos os participantes nos Jogos Paralímpicos. A rota aonde a tocha passará tem um significado importante para o país. As cidades e os locais escolhidos para o revezamento aonde são integradas as características culturais do país anfitrião aos valores Paralímpicos e também que eles diferem dos valores olímpicos.
Como nos Jogos Olímpicos, a chama Paralímpica é acesa e levada para a Cerimônia de Abertura através de um revezamento. E a chama paralímpica é derivada de outras chamas acesas no próprio país ou até mesmo em outros países. Até os Jogos Paralímpicos de Inverno de 2010, era de responsabilidade do Comitê Organizador de cada edição dos Jogos Paralímpicos escolher o design, o método e a forma em que a tocha paralímpica seria acesa e como seria feito o seu revezamento até o local da cerimônia de abertura.
O modelo atual do revezamento da tocha paralímpica acontece desde 2012. Quando na manhã do dia da antevéspera da cerimônia de abertura quatro tochas foram acesas nos picos mais altos dos quatro países constituintes do Reino Unido: Escócia, Inglaterra, Irlanda do Norte e o País de Gales. Durante o começo da noite, as celebrações locais foram realizadas em Edimburgo, Londres, Belfast e Cardiff. Após isso, as quatro chamas foram guardadas em lanternas e enviadas para Stoke Mandeville, faltando exatamente 24 horas para a cerimônia de abertura. Estas chamas foram unificadas com mais uma: a chama do legado, que foi acesa na cidade que é o berço dos Jogos. Assim, a última parte do revezamento que durou exatamente 24 horas teve início e terminou somente no Estádio Olímpico de Londres, durante a cerimônia de abertura. A ideia inicial era a de mostrar a tocha para maior número de pessoas e dar-lhes a oportunidade de ver a chama e também aumentar o envolvimento comunitário com os Jogos. Conceitos parecidos foram utilizados nos Jogos Paralímpicos de Inverno de 2002 em Salt Lake City, nos Estados Unidos, quando 15 comunidades do estado de Utah realizaram suas celebrações e as tochas foram fundidas na frente do Capitólio do Estado de Utah, na manhã do dia da cerimônia de abertura.
O Comitê Paralímpico Internacional (IPC), anunciou no dia 29 de agosto de 2013, que o Reino Unido estará envolvido em todos os revezamentos da tocha dos Jogos Paralímpicos a partir de 2014. No mesmo dia, o IPC reconheceu que o país é o berço espiritual dos Jogos Paralímpicos. O anúncio veio no mesmo dia em que o Sir Philip Craven, então presidente do IPC, esteve em Stoke Mandeville para inaugurar uma versão gigante dos Agitos. O símbolo dos Jogos, com cinco metros de altura, fica na entrada do Hospital aonde o movimento paralímpico deu os seus primeiros passos em 1948. A chamada "chama do legado" será enviada virtualmente para a sede dos jogos e será fundida em uma cerimônia oficial com as tochas regionais de cada país, formando a tocha oficial que será revezada até a cerimônia de abertura e acenderá a pira paralímpica ao final.

## Hino Paralímpico
O hino paralímpico é o "Hymne a l'avenir" ou "Anthem of the Future". Foi composto por Thierry Darnis e adotado como hino oficial em março de 1996. O cantor country australiano Graeme Connors escreveu a letra do hino em 2001.

## Medalhas
As medalhas concedidas aos vencedores paralímpicos são um outro símbolo associado aos Jogos Paralímpicos. As medalhas são feitas de prata banhada a ouro (normalmente descrita como medalhas de ouro), prata ou bronze, e atribuídas aos três primeiros classificados em um evento específico. Para cada edição dos Jogos Paralímpicos, as medalhas são concebidas de forma diferente, refletindo o anfitrião dos jogos.

## Juramentos Paralímpicos

### Atletas
O Juramento Paralímpico é uma promessa solene feita por um atleta - como um representante de cada um dos concorrentes participantes Paralímpicos, e por um juiz como um representante de cada árbitro Paralímpicos de Arbitragem ou outro funcionário, na cerimônia de abertura dos Jogos Paralímpicos de cada um. O atleta, da equipe do país organizador, segura um canto da bandeira paralímpica recitando o juramento:
Em nome de todos os competidores, eu prometo que tomaremos parte nestes Jogos Paralímpicos, respeitando e cumprindo as regras que os regem, comprometendo- nos a um esporte sem doping e sem drogas, no verdadeiro espírito esportivo, pela glória  do desporto e da honra de nossas equipes.

### Juízes
O juiz, também do país anfitrião, também segura um canto do pavilhão, mas leva um juramento ligeiramente diferente:
Em nome de todos os juízes e funcionários, eu prometo que iremos oficiar nestes Jogos Paralímpicos com toda a imparcialidade, respeitando e cumprindo as regras que regem o verdadeiro espírito de desportivismo.

### Representantes
| Jogos Paralímpicos                    | Atletas                               | Juízes/Árbitros                         | Técnicos          |
| ------------------------------------- | ------------------------------------- | --------------------------------------- | ----------------- |
| Jogos Paralímpicos de Verão de 1960   | Franco Rossi                          | -                                       | -                 |
| Jogos Paralímpicos de Verão de 1964   | Shigeo Aono                           | -                                       | -                 |
| Jogos Paralímpicos de Verão de 1968   | Zvi Ben-Zvi                           | -                                       | -                 |
| Jogos Paralímpicos de Verão de 1972   | Marga Floer                           | Desconhecido                            | -                 |
| Jogos Paralímpicos de Inverno de 1976 | Desconhecido                          | Desconhecido                            | -                 |
| Jogos Paralímpicos de Verão de 1976   | Eugene Reimer                         | Desconhecido                            | -                 |
| Jogos Paralímpicos de Inverno de 1980 | Desconhecido                          | Desconhecido                            | -                 |
| Jogos Paralímpicos de Verão de 1980   | Irene Schmidt                         | Henk Boersbroek                         | -                 |
| Jogos Paralímpicos de Inverno de 1984 | Desconhecido                          | Desconhecido                            | -                 |
| Jogos Paralímpicos de Verão de 1984   | Ólavur Kongsbak (NY) John Harris (SM) | Jack Abramson (NY) Ronald Nicholls (SM) | -                 |
| Jogos Paralímpicos de Inverno de 1988 | Desconhecido                          | Desconhecido                            | -                 |
| Jogos Paralímpicos de Verão de 1988   | So-Boo Kim                            | Desconhecido                            | -                 |
| Jogos Paralímpicos de Inverno de 1992 | Ludovic Rey-Robert                    | Desconhecido                            | -                 |
| Jogos Paralímpicos de Verão de 1992   | José Manuel Rodríguez Ibáňez          | Desconhecido                            | -                 |
| Jogos Paralímpicos de Inverno de 1994 | Cato Zahl Pedersen                    | Desconhecido                            | -                 |
| Jogos Paralímpicos de Verão de 1996   | Trischa Zorn                          | Desconhecido                            | -                 |
| Jogos Paralímpicos de Inverno de 1998 | Ryuei Shinohe                         | Takashi Takano                          | -                 |
| Jogos Paralímpicos de Verão de 2000   | Tracey Cross                          | Mary Longden                            | -                 |
| Jogos Paralímpicos de Inverno de 2002 | Sarah Billmeier                       | Desconhecido                            | -                 |
| Jogos Paralímpicos de Verão de 2004   | Maria Kalpakidou                      | Vlassis Tamvakieras                     | -                 |
| Jogos Paralímpicos de Inverno de 2006 | Fabrizio Zardini                      | Mauro Scanacapra                        | -                 |
| Jogos Paralímpicos de Verão de 2008   | Wu Chunmiao                           | Hao Guohua                              | -                 |
| Jogos Paralímpicos de Inverno de 2010 | Herve Lord                            | Linda Kirton                            | -                 |
| Jogos Paralímpicos de Verão de 2012   | Liz Johnson                           | Richard Allcroft                        | David Hunter      |
| Jogos Paralímpicos de Inverno de 2014 | Valery Redkozubov                     | Elena Mokerova                          | Alexander Nazarov |
| Jogos Paralímpicos de Verão de 2016   | Phellipe Rodrigues                    | Raquel Daffre                           | Amaury Veríssimo  |
| Jogos Paralímpicos de Inverno de 2018 | Lee Ju-seung                          | Desconhecido                            | Desconhecido      |
| Jogos Paralímpicos de Verão de 2020   | Shingo Kunieda                        | Nobuyuki Azuma                          | Yumiko Taniguchi  |
| Jogos Paralímpicos de Verão de 2020   | Rie Urata                             | Nobuyuki Azuma                          | Yumiko Taniguchi  |
| Jogos Paralímpicos de Inverno de 2022 | Zhang Mengqiu                         | ?                                       | -                 |
| Jogos Paralímpicos de Inverno de 2022 | Chen Jianxin                          | ?                                       | -                 |
| Jogos Paralímpicos de Verão de 2024   | Sandrine Martinet                     | -                                       | -                 |
| Jogos Paralímpicos de Verão de 2024   | Arnaud Assoumani                      | -                                       | -                 |

## Ordem Paralímpica
A Ordem Paralímpica é a maior condecoração do Movimento Paralímpico. Os premiados recebem uma medalha com o logotipo do IPC. A Ordem Paralímpica é concedida a  uma pessoa ou grupo de pessoas por contribuições particularmente distintas ao Movimento Paralímpico.

## Mascotes
Cada Paralímpiada tem um mascote, geralmente um animal nativo da área ou, ocasionalmente, figuras humanas que representam a herança cultural. Os mascotes anônimos dos Jogos Paralímpicos de Verão de 1980, em Arnhem, Holanda são, possivelmente, os primeiros mascotes Paralímpicos. Mas desde Komduri nos Jogos Paralímpicos de Verão de 1988 em Seul, na Coreia do Sul, os mascotes paralímpicos tem sido associado com os seus homólogos Olímpicos. Atualmente, a maioria das mercadorias destinadas aos jovens estão centradas no mascote, ao invés da bandeira paralímpica ou logotipos da organização.